# Arichanna malescripta
Arichanna malescripta är en fjärilsart som beskrevs av Eugen Wehrli 1933. Arichanna malescripta ingår i släktet Arichanna och familjen mätare. Inga underarter finns listade i Catalogue of Life.